# Titrant
Titrant – w miareczkowaniu jest to roztwór dodawany z biurety w postaci kropel do roztworu substancji analizowanej (analit). Titrant jest roztworem mianowanym związku chemicznego zdolnego do reakcji charakterystycznej analizowanego indywiduum chemicznego.